# Tortyra slossonia
Tortyra slossonia, comumente conhecida como a mariposa tortyra reflexiva, é uma mariposa da Flórida da família Choreutidae. Sua envergadura é de cerca de 13 mm.

## Etimologia
Foi nomeada em homenagem à entomologista Annie Trumbull Slosson.